# Society of Women Artists
La Society of Women Artists (SWA) est une société artistique britannique dédiée à la célébration et à la promotion d’œuvres créées par des femmes dans le domaine des beaux-arts.
La société a été fondée sous le nom de Society of Female Artists (SFA) vers 1855, pour offrir aux femmes artistes la possibilité d'exposer et de vendre leurs œuvres. Des expositions annuelles ont lieu à Londres depuis 1857, avec des interruptions en temps de guerre.

## Histoire
Au XIXe siècle, le monde de l'art britannique est dominé par la Royal Academy (RA), fondée en 1768. Sur les 34 fondateurs, deux seulement sont des femmes peintres : Angelica Kauffmann (1741-1807) et Mary Moser (1744-1819). Il faut attendre plus d'un siècle pour que d'autres artistes soient admises à l'Académie. En 1922, Annie Swynnerton, membre de la Society of Women Artists depuis 1889, est élue première femme membre associée de la Royal Academy et en 1936, Laura Knight devient la première femme élue membre à part entière de la Royal Academy.
La place de la femme dans la société est alors perçue comme passive et régie par l'émotion. Ainsi, dans les années 1850, l'idée que les femmes puissent être des artistes est vivement débattue par John Ruskin et d'autres critiques dans diverses revues. Les femmes ne sont pas prises au sérieux dans le domaine de l'art et ont de grandes difficultés à obtenir d'exposer leurs œuvres en public. Leur éducation artistique est limitée et elles sont exclues de la pratique du dessin nu depuis la fondation de la Royal Academy. Cependant, Ruskin révise plus tard son opinion sur les femmes artistes après avoir vu The Roll Call (en) d'Elizabeth Thompson à la Royal Academy en 1874. Après de nombreux débats et pétitions, en décembre 1883, les écoles de la Royal Academy acceptent de dispenser des cours de modèle vivant « pour l'étude de la silhouette partiellement drapée » aux étudiantes, mais il faut encore 10 ans avant que les femmes ne soient admises à ces cours. À partir de cette époque, les cours de modèle vivant pour les femmes deviennent accessibles dans tout le pays.
Néanmoins, les femmes artistes britanniques se sont montrées capables de travailler à la fois individuellement et en collaboration et ont fini par gagner en crédibilité. Afin de progresser et de trouver des opportunités pour exposer, elles créent leurs propres organisations. Parmi les plus notables de ces organismes, la Society of Female Artists, fondée vers 1855. Initialement, l'adhésion est accordée aux femmes qui ont exposé avec la Société et qui gagnent leur vie grâce à l'art.

### Society of Female Artists (vers 1855 - vers 1869)
En 1855, la biographe anglaise Harriet Grote (1792-1878) et la cantatrice Jenny Lind (1820-1887) sont créditées de la fondation de la SFA, dont le premier siège se trouve à l'Architectural Association à Conduit Street, Londres. La société est initialement gérée par un comité et, bien que ses membres soient parfois répertoriées dans les premiers catalogues, aucune présidente ne fut jamais expressément nommée. Les premiers membres comprenaient Rosa Bonheur et Elizabeth Thompson.
La première exposition de la société se tient au 315 Oxford Street, à Londres, du 1er juin au 18 juillet 1857, et attire l'attention sur le rôle des femmes dans l'art. L'exposition comprend 358 œuvres de 149 femmes artistes, le genre prédominant étant les paysages. En mai 1857, avant l'ouverture, les revues The Art Journal et The Spectator soutiennent l'exposition. Le secrétaire de l'époque déclare dans The Art Journal (juin 1857) : « Le Comité est heureux d'annoncer que le succès de la première exposition a largement dépassé les attentes » . La Société poursuit les expositions annuelles à Londres montrant le travail des femmes artistes (sauf pour les années 1912–1914, 1919 et 1940–1946).
Jusqu'en 1863, l'exposition annuelle est l'objet de controverses, probablement parce que les œuvres sont choisies à l'amiable et « entre-soi ». En 1865, sous la conduite de la duchesse de Cambridge, la Société est réorganisée et renommée Society of Lady Artists. La Société reçoit un parrainage royal à partir de 1865. En 2019, la société est placée sous le patronage de la princesse Michael de Kent.
En 1867, Madeline Marrable (en), aquarelliste et peintre à l'huile prolifique, se joint au comité.

### Society of Lady Artists (vers 1869-1899)
Les premiers documents de la Société ont été perdus ou détruits pendant la Seconde Guerre mondiale au siège de la Société situé au 195, Piccadilly, Londres (les catalogues de la Société et les documents restants datant de 1929 sont maintenant conservés à la bibliothèque du Victoria and Albert Museum). En conséquence, un doute subsiste sur la date exacte où la société a été renommée de SFA à SLA. Les sources secondaires de référence suggèrent 1869, alors que d'autres sources suggèrent l'année 1873,,.
En 1886, Madeline Marrable devient la première présidente de la société. En 1899, la Société tourne la page de l'ère victorienne et aborde le XXe siècle en adoptant un nouveau nom, la Society of Women Artists (SWA).

### Society of Women Artists (1899 à aujourd'hui)
La société compte de nombreux artistes notables parmi ses membres. Laura Knight, la première académicienne de rang royal, est élue présidente en 1932 et conserve ce poste jusqu'à sa retraite en 1968, elle reste marraine de la Société. L'illustratrice Mabel Lucie Attwell et Suzanne Lucas, ancienne présidente de la Society of Botanical Artists et première femme présidente de la Royal Miniature Society (maintenant connue sous le nom de Royal Society of Miniature Painters, Sculptors and Gravers), sont également membres. Parmi les membres actuels, on note Daphne Todd, première femme présidente de la Royal Society of Portrait Painters de 1994 à 2000 et lauréate du BP Portrait Award 2010, la portraitiste June Mendoza et Philomena Davidson, première femme présidente de la Royal British Society of Sculptors.
De nombreux membres de la SWA sont également membres d'autres sociétés bien établies, telles que la Royal Society of British Artists, le Royal Institute of Painters in Water Colours, la Pastel Society.
La SWA a publié un dictionnaire en quatre volumes des exposants de la société jusqu'en 1996. Les archives de la société sont disponibles aux Archives d’art et de design du Victoria & Albert Museum.

## Adhésion
La SWA compte au maximum 150 membres. Celles-ci assurent la promotion de nouvelles artistes et encouragent les non-membres à montrer leur œuvre lors de l'exposition annuelle.
La première étape pour devenir membre est de présenter six œuvres (même si quatre au maximum seront exposées) pour l'exposition annuelle. Celles-ci sont examinées par un comité de sélection, et si les œuvres sont jugées exceptionnelles, l'artiste peut devenir membre associée (ASWA), sous réserve d'espace au sein de la société. Les membres associées deviennent éligibles pour devenir membres à part entière l'année suivante.

### Présidentes
- 1886–1912	Madeline Marrable
- 1913–1915	Mary Pownall
- 1916		probablement Beth Amoore[13]
- 1917–1922	Lota Bowen
- 1923–1931	Charlotte Blakeney Ward[14]
- 1932–1967	Laura Knight[15]
- 1968-1976	Lady Muriel Wheeler[16]
- 1977–1982	Alice Rebecca Kendall[17]
- 1982–1985	Gladys Dawson[18]
- 1985–2000	Barbara Tate

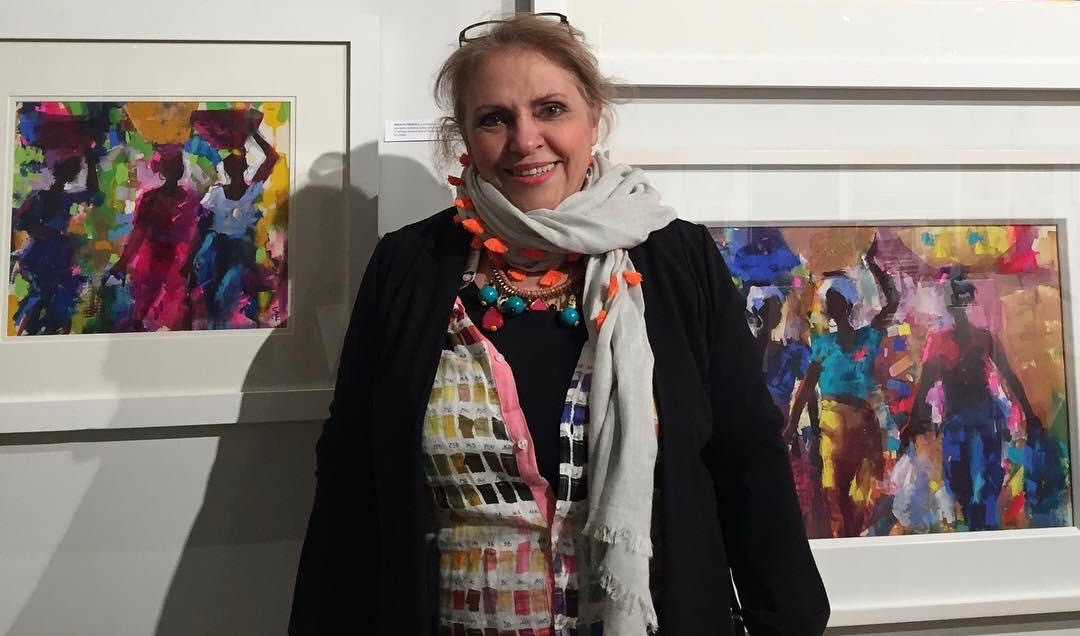
Soraya French PSWA 2018.

- 2000–2005	Elizabeth R. Meek, MBE, HPRMS, FRSA[19]
- 2005–2012	Barbara Penketh Simpson[20]
- 2012–2017	Sue Jelley[21]
- 2017 –	Soraya French[22]

### Présidentes par intérim
- 1932–1933	Dorothea Sharp
- 1934–1936	Helen Stuart Weir[23]
- 1937–1939	Constance Bradshaw[24]
- 1940   Ethel Léontine Gabain
- 1947–1948	Dorothea Medley Selous (aka. Jamieson)[25]
- 1949–1950	Irene Ryland[26]
- 1951–1967	Lady Muriel Wheeler
- 1973–1976	Alice R. Kendall

### Membres notables
(Par ordre alphabétique, à l'exclusion des présidentes de SWA ou des présidentes par intérim, énumérées ci-dessus)
- Margaret Backhouse
- Rose Maynard Barton
- Jose Christopherson[27]
- Florence Claxton
- Edith Collier
- Lillian Cotton
- Helga von Cramm
- Ursula Fookes
- Laura Sylvia Gosse[28]
- Alice Gwendoline Rhona Haszard
- Louise Jopling
- Cecil Mary Leslie
- Sarah Louisa Kilpack
- Vivien Mallock
- June Mendoza
- Margaret Murray Cookesley
- Sara Page
- Emily Murray Paterson
- Janet Russell
- Mabel Mary Spanton
- Elizabeth Southerden Thompson
- Helen Thornycroft
- Daphne Todd
- Flora Twort[29]
- Emily Warren
- Mabel Wickham
- Caroline Fanny Williams

## Activités

### Expositions annuelles

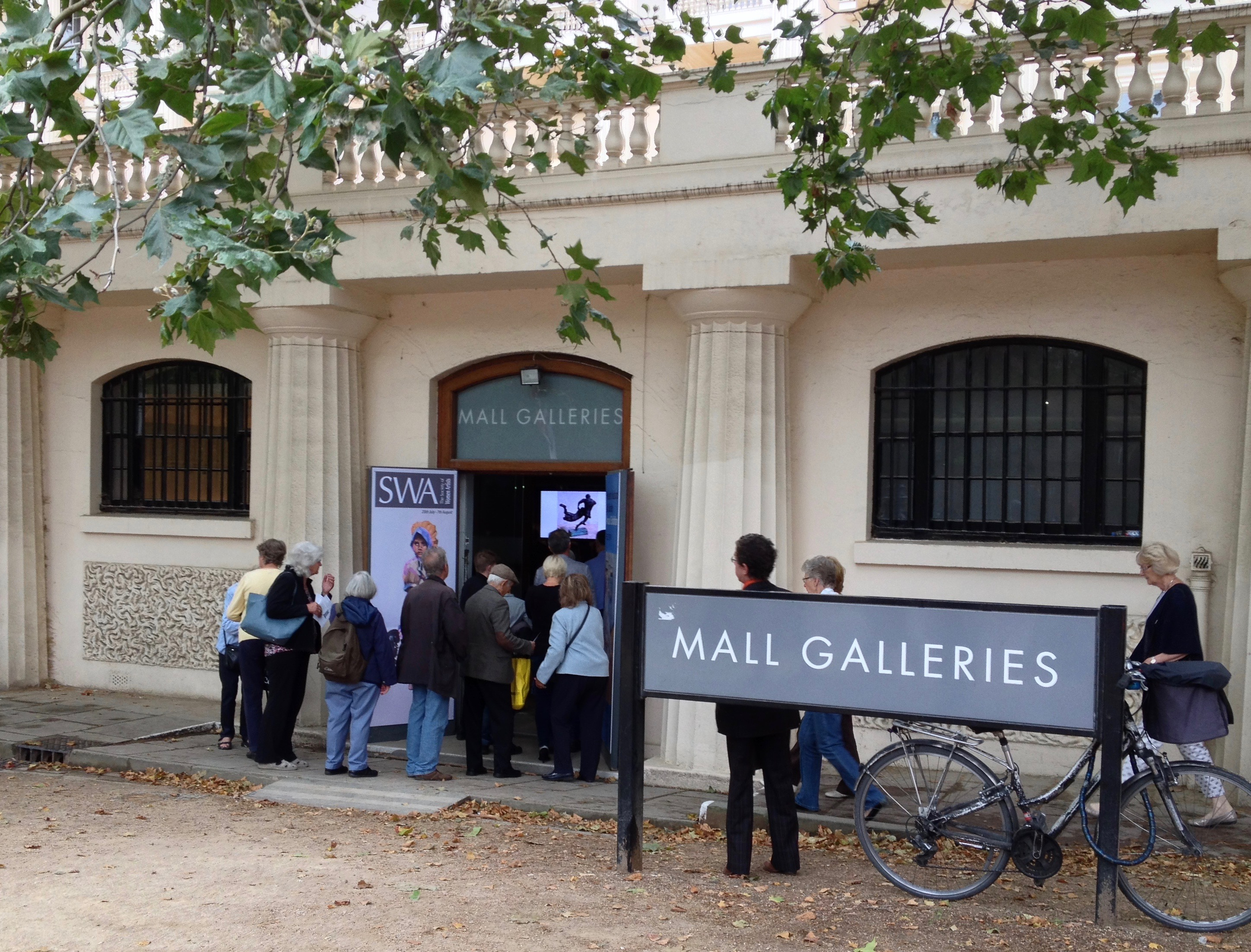
Mall Galleries, Londres.

La société organise diverses expositions tout au long de l'année, aboutissant à une exposition annuelle à la Mall Galleries de Londres. L'exposition se compose d'œuvres de membres et de non-membres, qui sont sélectionnées par un jury à partir d'un appel à candidatures. Des prix sont offerts aux artistes sélectionnées, dont beaucoup sont fournis par les sponsors de la Société. Cela vise à mettre en évidence l'éventail et la diversité des œuvres créées par les femmes.
Les lieux d'exposition depuis la création de la SFA ont toujours été à Londres :
- 1857 The Gallery, 315 Oxford Street
- 1858 & 1859 Inconnu
- 1860-1863 53 Pall Mall
- 1863-1867 48 Pall Mall
- 1868-1896 Initialement organisé à l'Architectural Association, Conduit Street, avec d'autres lieux, probablement à Great Marlborough Street, au Haymarket, à Pall Mall et à l'Egyptian Hall, Piccadilly.
- 1897-1922 6a Suffolk Street, à l'exception des années 1912 à 1914 et 1919.
- 1923-1940 Galeries du Royal Institute
- 1941-1946 Aucune exposition n'a eu lieu pendant la Seconde Guerre mondiale
- 1947 Guildhall
- 1948-1969 Galeries du Royal Institute
- '1970 Chenil Galeries
- 1971-1987 Mall Galeries
- 1988-1989 Galerie Westminster
- 2000-2003 Westminster Hall
- 2004- Mall Galeries

### Censure
En 2014, lors de l'exposition annuelle, une œuvre a été censurée. Cette peinture représente une femme, debout, fumant la pipe, partiellement déshabillée, et laissant apparaitre des poils pubiens.